# La Semaine financière

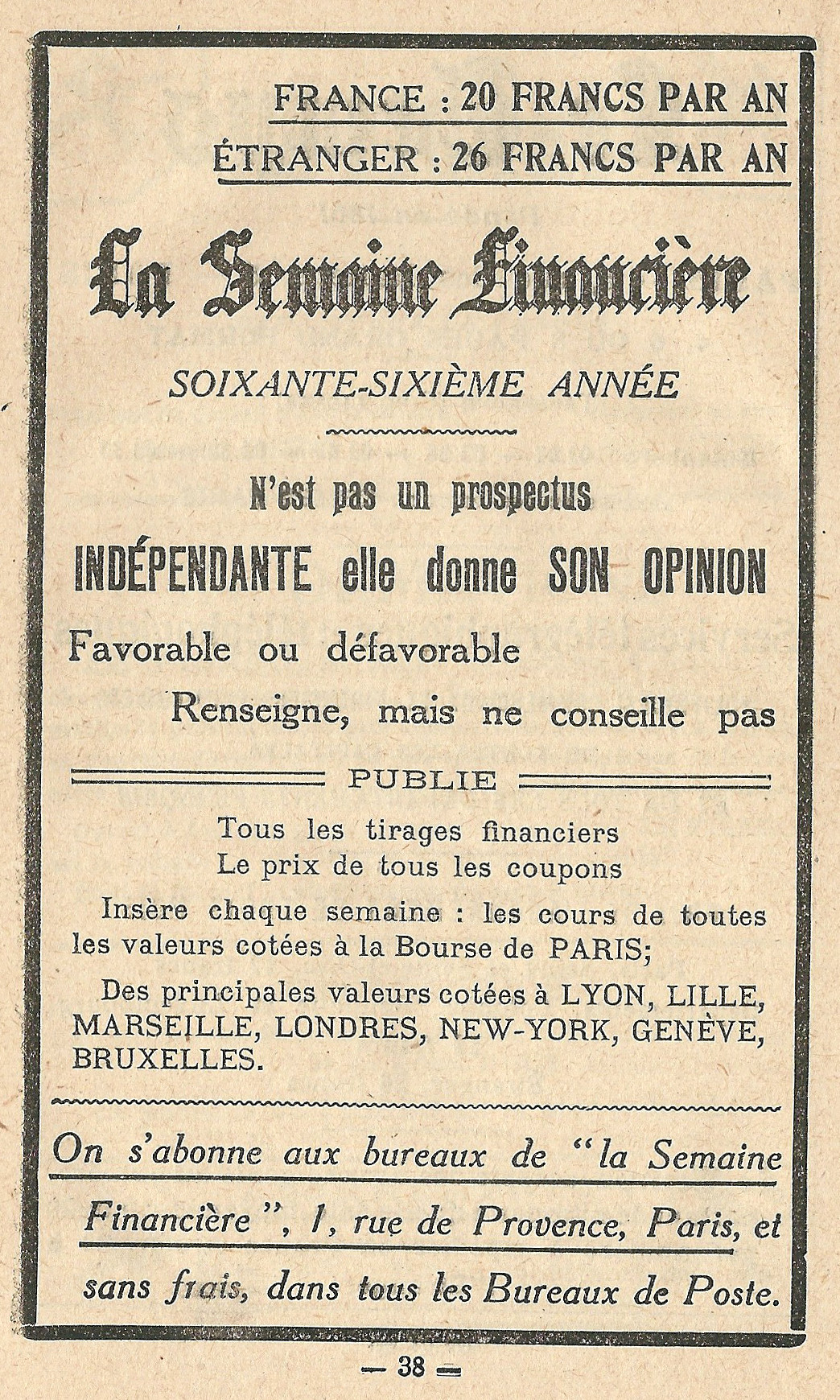
Réclame pour La Semaine Financière, de 1921

La Semaine financière était sous le Second Empire une publication financière fondée en 1854 par Eugène Forcade (1820-1869) et liée aux Rothschild.

## Histoire
Domiciliée au 83 rue de Richelieu à Paris, en pleine République du Croissant, concurrente de la publication voisine, lancée deux ans après par Moïse Polydore Millaud et le milieu saint-simonien en 1856, Le Journal des Actionnaires, La Semaine financière s'inspirait du précurseur, Le Journal des chemins de fer, racheté par le banquier Jules Mirès en 1848.
Ces titres profitent du décret du 28 mars 1852, qui les exempt du droit de timbre (presse), comme tous les journaux littéraires, scientifiques ou industriels, qui ne sont par ailleurs pas soumis non plus à l'autorisation préalable, ni au cautionnement.
La Semaine financière est alors perçu comme le journal de la « Réunion financière », qui regroupe les banquiers inquiets des opérations des frères Péreire, sous la houlette de James de Rotschild, à la fin de l’année 1855. Parmi ses soutiens, les Vernes, Paulin Talabot ou Eugène Schneider. Au début des années 1860, son directeur Eugène Forcade s’en prendra violemment à la politique économique et financière du Second Empire, dénonçant en particulier en 1861 les dérapages budgétaires.

## Revendication d'indépendance
La Semaine financière se présente comme "exclusivement consacrée au public" et comme le seul des cinq journaux de sa spécialité autorisé à déposer un cautionnement. Elle est organisée en trois parties, industrielle, commerciale et financière, "comme dans les grands recueils anglais jusqu'à présent sans analogues en France".
Elle affirme en première page que "les autres appartiennent à des banques, a des caisses qui les font agir, et dont il faut qu'ils servent les spéculations. Ils ne sont point désintéressés, comment sciaient-ils impartiaux? Ils ne peuvent même pas donner le cours des valeurs qu'ils patronnent, de crainte d'en faire connaître la dépréciation".

## Conflit avec le Canal de Suez
La Compagnie universelle du canal de Suez, de Ferdinand de Lesseps, avait intenté un procès à La Semaine financière, lui réclamant 30 000 francs de dommages et intérêts et l'accusant d'avoir accordé trop d'importance à la démarche de Nubar-pacha, un Arménien envoyé par le vice-roi d'Égypte à la Compagnie pour lui demander l'abandon des terrains et la réduction du nombre des ouvriers employés aux travaux à 6 000 au lieu de 20 000.
Ferdinand de Lesseps avait été déboutée par le tribunal, mais le journal avait été condamné à publier le jugement assurant qu'elle avait "dépassé les limites": "En recourant fréquemment à la publicité, M. Ferdinand de Lesseps avait donné à la presse le droit de discuter" ces questions mais dans la 'Semaine financière, "l'écrivain a dépassé les limites", assurait ce jugement de 1864, annonciateur de Loi sur la liberté de la presse du 29 juillet 1881 et ses dispositions sur le droit de réponse.

## Le rachat de 1868
Le 5 septembre 1868, 14 ans après sa création et à la suite de la maladie prolongée d'Eugène Forcade, le journal est racheté lors d'enchères publiques au prix de 172 500 francs, ce qui témoigne selon un éditorial qu'il est « incontestablement le premier journal financier ».
À partir de 1885, l'hebdomadaire est dirigé par l'homme d'affaires J.-B. Gerin.
Renommé ensuite La Semaine économique, politique et financière, il sera absorbé en 1951 par La Vie française,.